# Округ Лејк (Индијана)
Округ Лејк (енгл. Lake County) је округ у америчкој савезној држави Индијана.

## Демографија
По попису из 2010. године број становника је 496.005, што је 11.441 (2,4%) становника више него 2000. године.
| Група             | 2000.           | 2010.           |
| Белци             | 293.457 (60,6%) | 274.162 (55,3%) |
| Афроамериканци    | 122.723 (25,3%) | 128.263 (25,9%) |
| Азијати           | 3.983 (0,8%)    | 6.142 (1,2%)    |
| Хиспаноамериканци | 59.128 (12,2%)  | 82.663 (16,7%)  |
| Укупно            | 484.564         | 496.005         |